# Гаррі Поттер та Орден Фенікса (фільм)
«Га́ррі По́ттер та О́рден Фе́нікса» (англ. Harry Potter and the Order of the Phoenix) — американо-британське фентезі, п'ятий фільм із серії про Гаррі Поттера, знятий режисером Девідом Єйтсом на основі однойменного роману британської письменниці Джоан Ролінґ. Сценарій вперше писав не Стів Кловз, а Майкл Голденберг.
«Орден Фенікса» займає 38 місце у списку найкасовіших фільмів, отримав схвальні відгуки кінокритики і касовий успіх.
Прем'єра фільму відбулася у Великій Британії 12 липня 2007 року та у США — 11 липня. В українському прокаті стрічка стартувала 19 липня 2007 року.

## Сюжет
Гаррі оповила непозбувна бентега через відсутність вісток від хрещеного батька та друзів і нестерпність кожного дня канікул у Літл-Вінґін. В один з таких спекотних днів на Гаррі та Дадлі нападають два дементори. За допомогою патронуса Гаррі проганяє дементорів. Їм на допомогу прибігає місіс Фіґ. Із Міністерства магії приходить лист про відрахування Гаррі з Гоґвортсу за порушення Закону про обмеження чарів для неповнолітніх.
Щоб забрати Гаррі, по нього прибуває група чарівників на чолі з Аластором Муді. На мітлах вони вирушають до штаб-квартири Ордену фенікса, яка розташувалась у домівці родини Блеків. Там Гаррі нарешті зустрічає Сіріуса й інших членів Ордену, а також Рона й Герміону.
У супроводі містера Візлі Гаррі вирушає до Міністерства магії на слухання його справи. Захисником під час слухання справи виступив Албус Дамблдор. Завдяки свідченням місіс Фіґ і переконливим доводам професора Дамблдора із Гаррі зняли безпідставні обвинувачення.
По завершенню канікул Гаррі, Рон і Герміона вирушають до Гоґвортсу. Гаррі знову доводиться розлучатися зі своїм хрещеним, який, перетворившись на собаку, проводжає його до вокзалу. У школі учні дізнаються про призначення нової вчительки захисту від темних мистецтв, Долорес Амбридж, працівниці міністерства, що відмовлялася вірити у повернення Волдеморта. На першому ж уроці захисту від темних мистецтв Амбридж покарала Гаррі за слова про повернення Волдеморта. Як покарання вона змусила Гаррі писати особливим пером слова: «Я не повинен брехати». Написане вирізалось у нього на зап'ястку. Амбридж призначено Верховним слідчим Гоґвортсу з правом звільняти вчителів.
Оскільки на уроках займатися чарами заборонили, Герміона вирішує навчатись захисту від темних мистецтв самостійно. Вона пропонує Гаррі навчати інших учнів. Герміона влаштовує зустріч у «Кабанячій голові» для тих, хто б хотіли навчатись у Гаррі. Багато учнів все ще не довіряють Поттеру, але після зустрічі погоджуються відвідувати його заняття. Через деякий час Невіл випадково знаходить Кімнату на вимогу, де і було вирішено проводити зустрічі «Дамблдорової Армії». 
Гаррі сниться страшний сон, в якому величезна змія нападає на містера Візлі. Його відводять до директора, який виявляє, що напад стався насправді. Завдяки вчасній реакції його вдається врятувати. Дамблдор відправляє Гаррі на уроки блокології до Северуса Снейпа, що повинні допомогти уникнути загрози проникнення в його думки Волдеморта. На Різдво Гаррі знову вирушає до будинку Сіріуса.
Після повернення до школи Гаррі продовжує проводити зібрання «Дамблдорової Армії». Проте Амбридж, проводячи допити, дізнається про них і зриває заняття. Дамблдор запевняє міністра та професорку, що це він наказав Поттеру зібрати таємну організацію. Після цього директоркою школи було призначено Долорес Амбридж.
Під час СОВ брати Візлі влаштовують колотнечу та покидають школу. Гаррі непритомніє і бачить видіння, в якому в приміщенні Міністерства магії катують Сіріуса. Без вагань він вирішує допомогти хрещеному. Але їх затримує Амбридж. Завдяки винахідливості Герміони друзям вдається позбутися професорки й вирушити до Міністерства магії.
Прибувши на місце, Гаррі, Рон, Герміона, Невіл, Джіні та Луна виявляють, що Сіріуса там немає. Видіння виявляється пасткою, влаштованою Волдемортом, щоб дістати пророцтво про нього і Гаррі. Між друзями та смертежерами починається сутичка. На допомогу учням прибув загін Ордену Фенікса. В ході битви Белатриса Лестранж убиває Сіріуса Блека. Гаррі намагається наздогнати відьму, але з'являється Волдеморт, а потім і Дамблдор. Темному Лорду вдається проникнути у свідомість Гаррі, але останньому вдається побороти намагання темного чаклуна.

## У ролях
| Роль                 | Актор (актриса)     |
| учні                 | учні                |
| -------------------- | ------------------- |
| Гаррі Поттер         | Деніел Редкліфф     |
| Рональд Візлі        | Руперт Грінт        |
| Герміона Ґрейнджер   | Емма Вотсон         |
| Драко Мелфой         | Томас Фелтон        |
| Невілл Лонґботом     | Метью Льюїс         |
| Луна Лавґуд          | Еванна Лінч         |
| Чо Чанґ              | Кеті Люнг           |
| Джордж Візлі         | Олівер Фелпс        |
| Фред Візлі           | Джеймс Фелпс        |
| Джіні Візлі          | Бонні Райт          |
| Грегорі Гойл         | Джошуа Гердман      |
| персонал «Гоґвортсу» |                     |
| Албус Дамблдор       | Майкл Гембон        |
| Долорес Амбридж      | Імелда Стонтон      |
| Рубеус Геґрід        | Роббі Колтрейн      |
| Северус Снейп        | Алан Рікман         |
| Мінерва Макґонеґел   | Меггі Сміт          |
| Арґус Філч           | Девід Бредлі        |
| Майже-Безголовий Нік | Джон Кліз           |
| Філіус Флитвік       | Ворвік Девіс        |
| інші персонажі       |                     |
| Лорд Волдеморт       | Рейф Файнз          |
| Сіріус Блек          | Гері Олдмен         |
| Артур Візлі          | Марк Вільямс        |
| Молі Візлі           | Джулі Волтерс       |
| Белатриса Лестранж   | Гелена Бонем Картер |
| Пітер Петіґрю        | Тімоті Сполл        |
| Кінґслі Шеклболт     | Джордж Гаріс        |
| Німфадора Тонкс      | Наталія Тена        |
| Ремус Люпин          | Девід Тьюліс        |
| Дадлі Дурслі         | Гаррі Меллінг       |
| Корнеліус Фадж       | Роберт Гарді        |

## Український переклад

### Дубляж
Фільм дубльовано студією «AdiozProduction».
- Переклад Олекси Негребецького
- Режисер дубляжу: Костянтин Лінартович
- За редакцією Віктора Морозова
- Режисерка дубляжу: Анна Пащенко
- Координаторка дубляжу: Катерина Фуртас
- Звукорежисер: Олександр Мостовенко
- Ролі дублювали: Іван Оглоблін (Гаррі Поттер), Юлія Семченко (Герміона Ґрейнджер), Євген Шах (Албус Дамблдор), Юрій Коваленко (Сіріус Блек), Олена Узлюк (Долорес Амбридж), Валентина Гришокіна (Міневра МакҐонеґел), Євген Пашин (Ремус Люпин), Василь Мазур (Рубеус Геґрід), Ірина Дорошенко (Моллі Візлі), Олексій Вертинський (Артур Візлі), Микола Боклан (Луціус Мелфой), Дмитро Завадський (Лорд Волдеморт), Олександр Ігнатуша (Корнеліус Фадж), Юрій Борисьонок (Аластор Муді), Борис Георгієвський (Кінґслі Шеклболт), Ніна Касторф (Амелія Боунс) та інші.

### Багатоголосе закадрове озвучення ТК Новий канал (2008)
Ролі озвучували: Павло Скороходько, Дмитро Завадський, Юлія Перенчук, Катерина Брайковська, Володимир Терещук, Євген Пашин, Михайло Жонін та Ольга Радчук[джерело?].

## Знімання

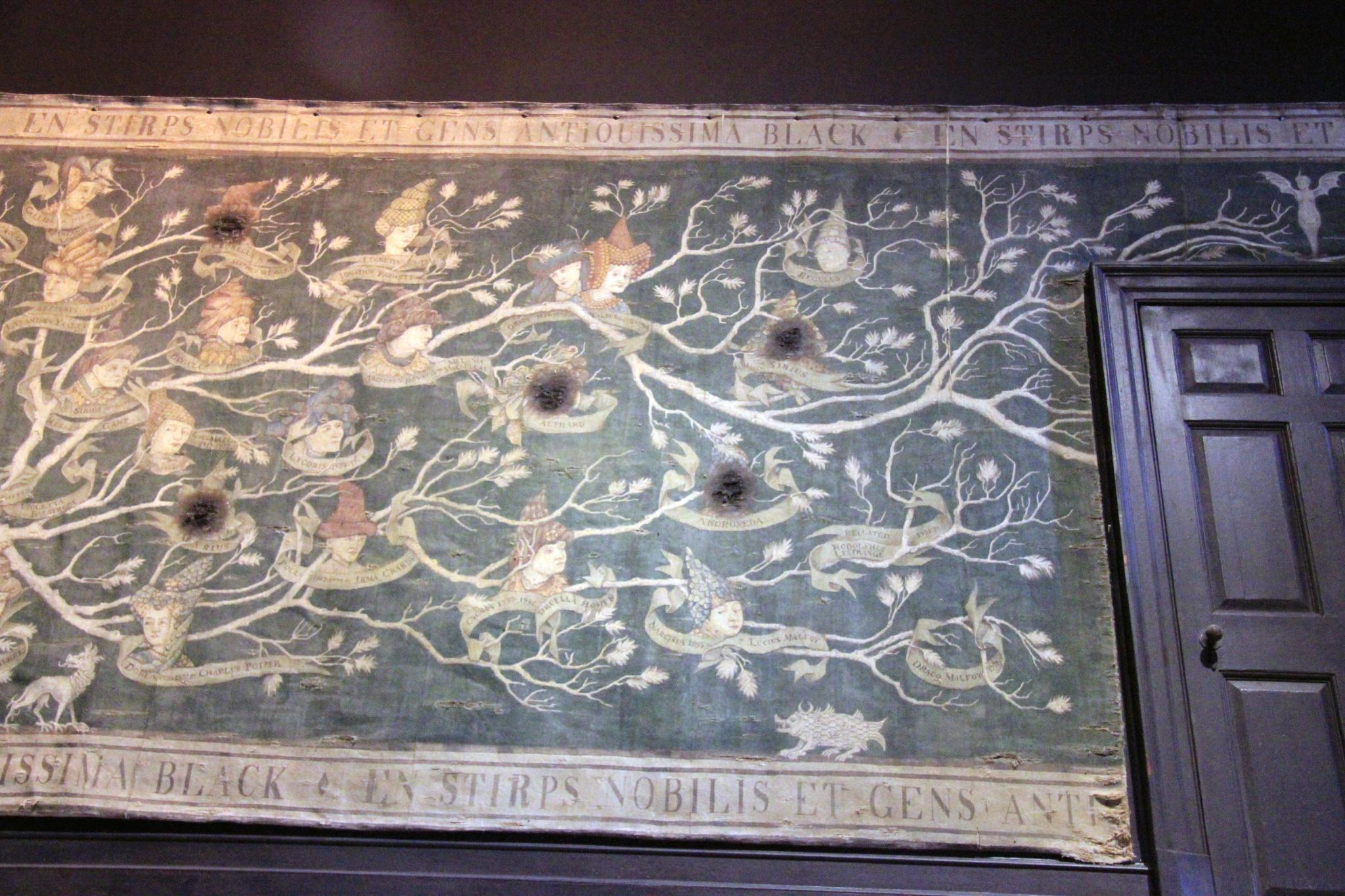
Гобелен родини Блеків у будинку на площі Ґримо, 12

Більшість сцен у приміщеннях знімалися на студії Warner Bros. у Лівсдені.
Лондонські локації включають р. Темзу, для польоту Ордену Феніксу та Дамблдорової армії. На кадрах можна помітити Лондонське око, Кенері-Ворф, Біг-Бен, Букінгемський палац, HMS Belfast (C35). Знімання Платформи 9¾ відбувалося на вокзалі Кінгс-Крос. Телефонна будка, за допомогою якої Гаррі та Артур Візлі потрапляють до Міністерства знаходиться біля Скотленд-Ярду. Також знімання проводили біля Оксфорду та у Бленгеймському палаці.
Сцена перетину поїздом віадуку знята у Гленфіннані, Шотландія. Повітряні сцени знято у Гленко та Глен Етів (Гайлендс).
Режисер Девід Єйтс заявив у інтерв'ю, що він спочатку зняв фільм тривалістю три години. Тому деякі матеріали було вирізано. Таким чином, кілька місць, які було використано для знімання різних сцен не з'являються в остаточному варіанті фільму. У Вірджинія-Вотер були зняті сцени з нападом на професорку Макґонеґел. Ліси Бернгем Бічез були використаний для знімання сцени, де Геґрід знайомить учнів із Тестралами.

## Саундтрек
Саундтрек до фільму написав Ніколас Гупер. У березні та квітні він разом зі Лондонським камерним оркестром записали у Abbey Road Studios більше двох години музики. Для Долорес Амбридж і сцен проникнення Волдеморта у розум Поттера записали дві нові головні теми. Саундтрек, як і фільм, значно похмуріший за своїх попередників. Реліз саундтреку відбувся 10 липня 2007 року.
Композиції у офіційному виданні йдуть не в тому порядку, що лунають у фільмі. У стрічці їх можна почути в такому порядку: 3, 4, 17, 15, 10, 13, 2, 16, 5, 8, 9, 14, 1, 11, 6, 12, 7, 18[джерело?].
| Original track list | Original track list                   | Original track list |
| #                   | Назва                                 | Тривалість          |
| ------------------- | ------------------------------------- | ------------------- |
| 1.                  | «Fireworks»                           | 1:49                |
| 2.                  | «Professor Umbridge»                  | 2:35                |
| 3.                  | «Another Story»                       | 2:41                |
| 4.                  | «Dementors in the Underpass»          | 1:45                |
| 5.                  | «Dumbledore's Army»                   | 2:42                |
| 6.                  | «The Hall of Prophecies»              | 4:27                |
| 7.                  | «Possession»                          | 3:20                |
| 8.                  | «The Room of Requirement»             | 6:09                |
| 9.                  | «The Kiss»                            | 1:56                |
| 10.                 | «A Journey to Hogwarts»               | 2:54                |
| 11.                 | «The Sirius Deception»                | 2:36                |
| 12.                 | «Death of Sirius»                     | 3:58                |
| 13.                 | «Umbridge Spoils a Beautiful Morning» | 2:39                |
| 14.                 | «Darkness Takes Over»                 | 2:58                |
| 15.                 | «The Ministry of Magic»               | 2:48                |
| 16.                 | «The Sacking of Trelawney»            | 2:15                |
| 17.                 | «Flight of the Order of the Phoenix»  | 1:34                |
| 18.                 | «Loved Ones and Leaving»              | 3:15                |
| 51:56               |                                       |                     |

## Номінації
- Найкращі спецефекти (BAFTA)
- Найкраща робота художника-постановника (BAFTA)
- Найкраща драматична постановка (Премія Г'юґо)

## Цікаві факти
- У середині літа знімання п'ятого фільму перервалося на місяць, тому що Деніелу Редкліфу і Еммі Вотсон потрібно було складати іспити. Така перерва обійдеться компанії Warner Brothers в суму 4,8 мільйонів доларів.
- 127-сторінковий сценарій до «Ордена Фенікса» був знайдений у вельми сумнівному місці на узбіччі дороги, Warner Bros. вже знають цього недбайливого співробітника.
- Британський телеактор Тоні Модслі виконає роль велетня Гропа: його рухи стануть основою для комп'ютерної моделі казкової істоти. Він його і озвучив.
- Вперше за шестирічну історію існування франшизи змінився не тільки режисер, але і сценарист: Стів Кловз поступився місцем Майклу Голденбергу («Пітер Пен», «Контакт»). Утім, Кловз повернувся для написання сценарію до останніх частин серії.
- Сцена поцілунку Гаррі Поттера і Чо Чанґ була знята лише з 24 дубля.
- Перший трейлер до фільму з'явився на екранах кінотеатрів 17 листопада 2006 року на прем'єрі анімаційного фільму «Веселі ніжки».
- Деякі сцени в «Ордені Фенікса» були зняті в Скандинавії, оскільки в Шотландії було просто мало снігу.
- Сама Джоан Ролінг рішуче вимагала, щоб ельфа-домовика Крічера залишили, оскільки це важливо для подальшого розвитку подій.

## Відмінності фільму від книги
- У фільмі повністю відсутні сцени з квідичем. У книзі йому приділяється велика кількість тексту.
- У фільмі значно скорочено сцену спогадів Снейпа. На відміну від книги, у сцені відсутня матір Гаррі, Лілі.
- У сценарії повністю видалена сцена у лікарні ім. Святого Мунго.
- Значно зменшена партія ельфа Крічера, що служить Сіріусові.
- У стрічці також відсутня персонажка журналістки Ріти Скітер, яка у романі пише статтю про Гаррі.
- «Дамблдорова Армія» припинила свої зібрання у книжці через зрадницю, яка розповіла про її діяльність Долорес Амбридж. У фільмі ж директорка дізналася про організацію завдяки зіллю правди.
- Сцена битви у відділі таємниць Міністерства магії у фільмі значно скорочена.
- У книжці Сіріус Блек випадково впав за таємничу завісу. Тому Гаррі відмовлявся вірити, що він загинув. У фільмі ж, для переконливості, Сіріуса спочатку вбила Белатриса Лестранж закляттям Авада Кедавра.

## Критика
Картина отримала загалом позитивні відгуки кінокритики. В узагальненні на сайті Rotten Tomatoes написано: «Це не так просто, взяти найдовшу книгу про Гаррі Поттера і зробити її найкоротшим фільмом франшизи, але режисер Девід Єйтс робить відмінну роботу, створивши «Орден Фенікса» цікавим і наповненим дії». Середня оцінка фільму на сайті 6,9/10, а загальний рейтинг на основі 244 відгуків складає 78%. На сайті Metacritic стрічка має 71 бал зі 100 (на основі 37 рецензій). Заголовок до статті Чарльза Фредеріка для «The Telegraph» звучить «Фільм найкращий і найпохмуріший з усіх». Колін Бертрам з «New York Daily News» оцінив фільм на чотири зірки з чотирьох.
Девід Едельштейн, «New York Magazine»
А. О. Скотт, «The New York Times»
Високо оцінені акторські роботи Імельди Стонтон (Долорес Амбридж) і Гелени Бонем Картер (Белатриса Лестранж). Стонтон названо «ідеальним вибором для ролі» і «одним із найбільших задоволень фільму», «близькою до викрадення всієї уваги». «The Daily Mail» назвав виконання ролі Амбридж «освіжаючим доповненням» від Стонтон, яка описує свою персонажку як «щось середнє між Маргарет Тетчер і Гаяцинт Бакет». Гелена Бонем Картер названа «блискучим, але недовикористаним талантом». «Variety» хвалить втілення Северуса Снейпа, якого зіграв Алан Рікман, написавши, що актор «перевершив самого себе; рідкісний актор зробить більше з таким мізером, як він має тут». Новенька у акторському складі Еванна Лінч (Луна Лавгуд), також отримала хороші відгуки від ряду оглядачів, включаючи «Нью-Йорк Таймс», який назвав її «зачаровуючою».

## Касові збори
Під час показу в Україні, що розпочався 19 липня 2007 року, протягом перших вихідних фільм демонстрували на 58 екранах, що дозволило йому зібрати $866,994 і посісти 1 місце в кінопрокаті того тижня. Фільм продовжував очолювати український кінопрокат і наступного тижня, адже все ще демонструвався на 58 екранах і зібрав за ті вихідні ще $306,694. Загалом фільм в кінопрокаті України зібрав $2,058,044, посівши 5 місце серед найбільш касових фільмів 2007 року.